# ادل پارکس
ادل پارکس (انگلیسی: Adele Parks؛ زادهٔ 1969) یک پدیدآور و رمان‌نویس اهل بریتانیا است.